# La Única Tropical
La Única Tropical es una agrupación musical de cumbia peruana fundada en 1998 en la ciudad de Sechura, Piura, Perú, dirigida por Walter Chunga.
Al año 2025, los vocalistas principales son Giancarlo Chunga, Axel Medina, Carlos Burgos, Antonio Flores Anton

## Historia
En 1998, Walter Chunga Antón tuvo la idea de formar un grupo de cumbia mientras estudiaba Administración en la ciudad de Sechura. Para concretar el proyecto, solicitó el apoyo de su padre, quien era capitán de un barco pesquero.
Con la participación de músicos que conocía desde el colegio, el plan comenzó a tomar forma. Su padre aceptó ayudarlo y viajó a Lima, donde adquirió algunos instrumentos musicales. Tras esto, iniciaron los ensayos y se establecieron como agrupación.
El 21 de agosto de 1998, la agrupación debutó con un concierto en Sechura. Al año siguiente, en 1999, lanzaron su primer sencillo, «Siempre te amaré*, seguido de su primer álbum, Tu desdén.
En 2012, su música empezó a difundirse en radioemisoras de Lima, coincidiendo con un periodo de auge de la cumbia en el país. El tema «Se me ha perdido un corazón» marcó su incursión en el circuito nacional. A partir de entonces, sumaron otros lanzamientos como «Si esta casa hablara».
A lo largo de su trayectoria, han publicado ocho discos de larga duración con repertorio de cumbia peruana. Algunas de las canciones más reconocidas en su repertorio incluyen «No te alejes de mí», «Te sigo queriendo», «Quién eres tú», «Me tiraste al mar», «Destrozaste mi alma», «Tattoo» (que es un cover en español de la canción de Loreen) y «Partido en dos» entre otras.
Además de interpretar temas propios, han trabajado con compositores peruanos y realizado versiones de canciones populares dentro de su estilo musical. Algunos de sus discos incluyen títulos como Único y desigual, La orquesta de las nuevas generaciones y El futuro de la cumbia.

## Nombre de la orquesta
El nombre La Única Tropical hace referencia a Milagros Chunga, la única hija del patrocinador del grupo. Dentro de la familia Chunga Antón, la mayoría de los descendientes son varones, con excepción de la menor. Además, la palabra «Tropical» se añadió al nombre para evitar confusiones con una agrupación salsera de nombre similar. Milagros Chunga falleció el 1 de enero de 2025.

## Discografía
- 2016: Único y Desigual
- 2018: Sin Fronteras
- 2019: Sentimiento y Estilo
- 2020: Prometiste Volver
- 2022: Únicos por siempre
- 2024: Partido en Dos